# 황희안
황희안(黃希安, ?~?)은 조선 중기의 무신이다. 자는 안숙(安淑)이며 호는 경초당(勁草堂)이다. 본관은 평해(平海)이며 홍문관교리 황정(黃玎)의 현손이다. 경주부 출신이다.

## 생애
임진왜란이 일어나자 10대의 젊은 나이로 영장(領將)에 임명되어, 동해로 침입해오는 적을 막는데 힘썼다. 경주방어전에 참전하여 많은 전공을 세웠고 문천회맹에 피로써 맹세했다. 경주복성전에 나가서는 경주판관 박의장(朴毅長)을 도와 장좌(將佐)로 임명되어 복성을 성사시켰다. 모화전투에서는 항전하여 적을 격퇴시키고 대첩을 올렸으며, 석읍전투에서도 적을 멀리 쫓아 공적을 세웠다. 의주로 몽진했던 선조가 도성에 환궁했다는 소식을 듣고, 여러 의병장들과 울산 반구정에 모여 왜적을 무찌를 것을 다시 피로써 맹세했다. 정유년에 왜적이 재차 침입해오자 팔공산전투에서 적의 수급 20여급을 베어내는 등의 공적을 세웠다. 임진왜란이 끝나고 논공행상 과정에서 임금에게 올린 군공 장계에 황희안의 이름이 ‘김광조’로 뒤바뀐 전공 위조 사건의 피해자로 연루되기도 하였다. 절충장군 부호군(折衝將軍副護軍)에 제수되었으며, 1605년(선조 38) 4월 선무원종공신(宣武原從功臣) 1등에 녹훈되었다

## 가족
- 선고(先考)
  - 황빈(黃斌)

## 참고 문헌
- 화암실기(花巖實記)
- 동엄실기(東广實記)
- 동경잡기(東京雜記)
- 경주읍지(慶州邑誌)